# Listas de países e territórios
Um país é um território geográfico, tanto no sentido de nação (uma entidade cultural) e estado (uma entidade política).
Quando o termo país é usado como um sinônimo de um Estado soberano independente, veja:
- Lista de estados soberanos
- Estados-membros das Nações Unidas
  - As Nações Unidas também lista territórios dependentes (incluindo a Lista das Nações Unidas de territórios não autônomos) e de algumas áreas de especial soberania como entradas separadas em suas listas de países.

## Outras listas oficiais
- Lista de códigos de países ISO 3166-2 (ISO)
- Lista de países por código do COI (COI)
- Lista de códigos de país da FIFA (FIFA)
- Lista de domínios da Internet de nível superior

## Outros significados de país
- Lista de reivindicações de soberania
- Lista de áreas autônomas por país

## Listas temáticas

### Demografia

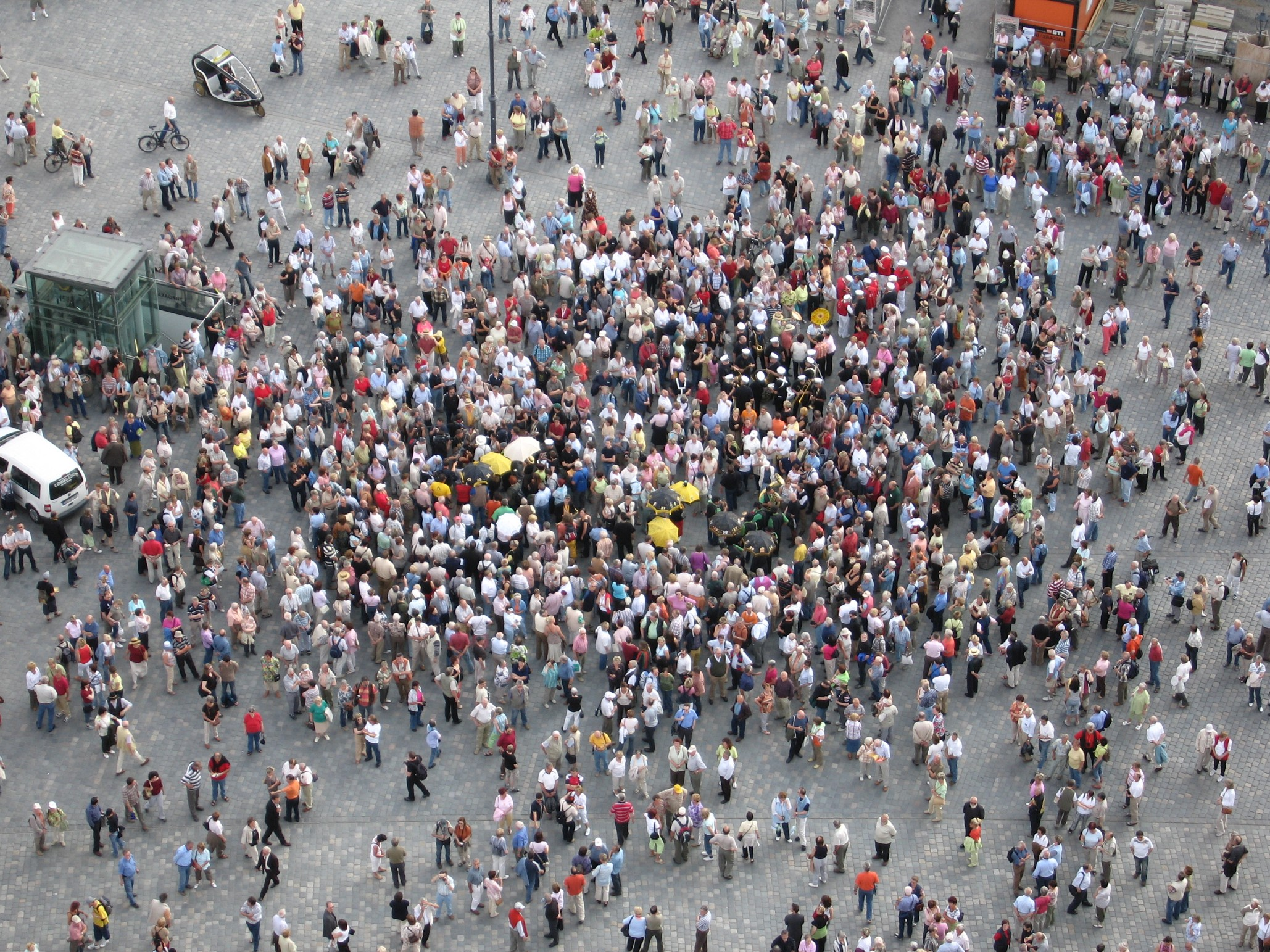
Demografia

As características da população humana:
- Lista de Estados soberanos e territórios dependentes por taxa de fecundidade
- Lista de países por taxa de natalidade
- Lista de países por índice de mortalidade
- Lista de países por Índice de Desenvolvimento Humano
- Lista de países por população imigrante
- Lista de países por igualdade de riqueza
- Lista de países por índice de mortalidade infantil
- Lista de países por esperança média de vida à nascença
- Lista de países por população
- Lista de países por crescimento populacional
- Lista de países por densidade populacional
- Lista de países por taxa de suicídio
- Lista de países onde o inglês é a língua oficial
- Lista de países onde o português é língua oficial
- Lista de países onde o espanhol é uma língua oficial
- Lista dos países com menos de 100.000 pessoas

### Economia
A produção, distribuição e consumo de bens e serviços:
- Lista de países por exportações
- Lista de países por importações

#### Produto interno bruto
O valor dos bens e serviços produzidos em um país:
- Lista de países por PIB nominal
- Lista de países por PIB nominal per capita
- Lista de países por PIB (Paridade do Poder de Compra)
- Lista de países por PIB (Paridade do Poder de Compra) per capita

### Ambientalismo

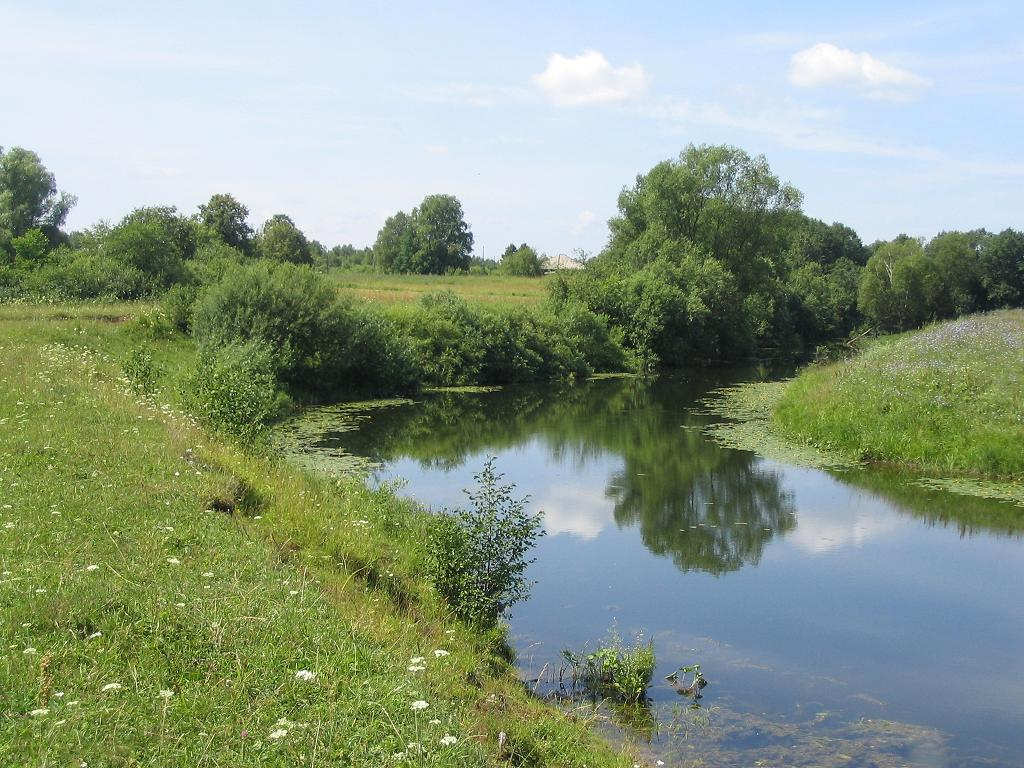
Ambientalismo

A química, física e fatores bióticos que atuam sobre um ecossistema:
- Lista de países por emissões de dióxido de carbono
- Lista de países por emissões de dióxido de carbono per capita
- Lista de países por consumo de eletricidade

### Geografia
A Terra e suas características:

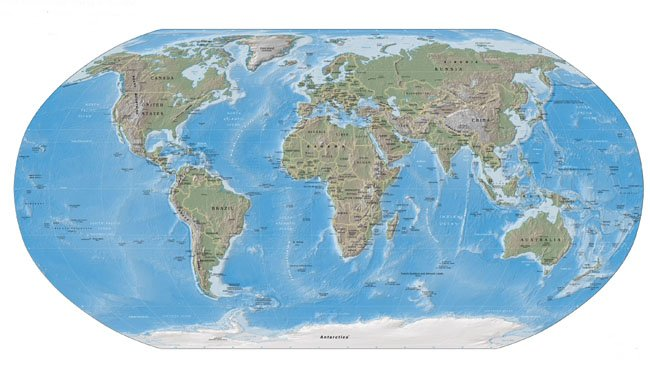
Geografia

- Lista de países e territórios por área
- Lista de Estados soberanos e territórios dependentes por continente
- Lista de países por continente (arquivo de dados)
- Lista de países por ponto mais a sul
- Lista de zonas económicas exclusivas por país

### Nomes
O rótulo para um país:

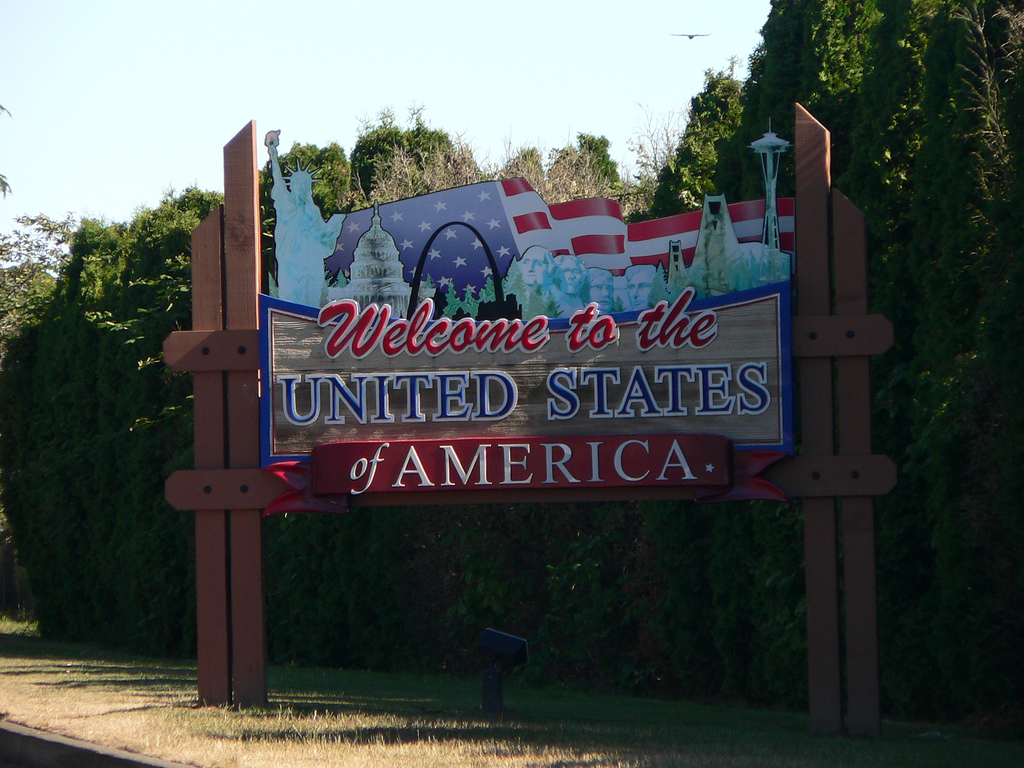
Nome de um país

- Lista de países que mudaram de nome
- Lista de países por etimologia dos nomes
- Lista de Estados soberanos e territórios dependentes da Europa

### Política

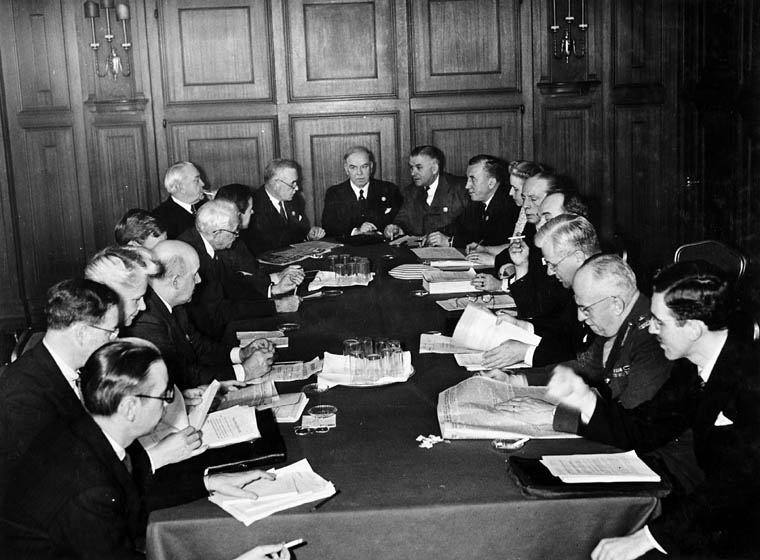
Política

O processo pelo qual grupos, muitas vezes os governos, tomar decisões:
- Direitos LGBT no mundo
- Lista de reivindicações de soberania
- Lista de áreas autônomas por país
- Lista de países por sistema de governo
- Lista de governos em exílio
- Lista de chefes de Estado e de governo atuais
- Lista de Estados extintos
- Lista de países por data de independência ou criação
- Lista de disputas territoriais
- Quadro de divisões administrativas por país

#### Militar
- Índice Global da Paz de 2007
- Lista de países por gastos militares
- Listas de países com armamento nuclear

### Esportes
- Lista de códigos de país da FIFA
- Lista de países por código do COI

### Diversos
- Lista de países por sentido de circulação de tráfego
- Lista de países por consumo de cerveja por pessoa
- Lista de capitais nacionais
  - Lista de países cuja capital não é a maior cidade
- Lista de códigos telefónicos